# الباعة المتجولون (فلم 1947)
الباعة المتجولون (بالإنجليزية: The Hucksters) فيلم كوميدي أمريكي تم انتاجه عام 1947. من إخراج جاك كونواي وبطولة كلارك غيبل، آفا غاردنر.

## روابط خارجية
- مقالات تستعمل روابط فنية بلا صلة مع ويكي بيانات